# ریو کاسه
ریو کاسه (انگلیسی: Ryo Kase؛ زادهٔ ۹ نوامبر ۱۹۷۴) هنرپیشه ژاپنی است. وی از سال ۲۰۰۰ میلادی تاکنون مشغول فعالیت بوده‌است.
از فیلم‌هایی که وی در آن نقش داشته‌است، می‌توان به نامه‌هایی از ایوو جیما، توکیو!، هیچ‌کس نمی‌داند، مثل یک عاشق، بی‌قرار، سرنشین، بل کانتو و خواهر کوچک ما اشاره کرد.